# Eswatini Air
Royal Eswatini National Airways Corporation, operando como Eswatini Air, é uma companhia aérea essuatiniana, com sede em Manzini, com seu hub sendo o Aeroporto Internacional Rei Mswati III. A transportadora, planeja iniciar as operações em 1 de junho de 2022 como a transportadora de bandeira de Essuatíni. A companhia aérea operará em 5 destinos entre Zimbábue, Essuatíni e África do Sul com frota de aeronaves da família Embraer ERJ.

## Frota
A frota da Eswatini Air consiste nas seguintes aeronaves (Abril de 2022):
| Aeronaves       | Em Serviço | Ordens | Passageiros | Notas |
| --------------- | ---------- | ------ | ----------- | ----- |
| Embraer ERJ-145 | 2          | –      | 50          |       |
| Total           | 2          | 0      |             |       |

A Eswatini Air recebeu sua primeira aeronave em março de 2022. As aeronaves eram da Hop! antes de entrar em serviço com a Eswatini Air.